# خانه لیاقت رفیعی
خانه لیاقت رفیعی مربوط به دوره قاجار است و در شیراز، محله سرباغ، کوچه عطاران، پلاک ۲۷ واقع شده و این اثر در تاریخ ۱۰ خرداد ۱۳۸۲ با شمارهٔ ثبت ۸۷۰۳ به‌عنوان یکی از آثار ملی ایران به ثبت رسیده است.